# 고양이 수명
고양이 수명에 대해 신뢰할 수 있는 정보들은 많지 않으며, 정보들 간의 차이가 있다. 그럼에도, 많은 연구들이 조사를 통해 믿을 만한 추정치를 내놓았다. 연구 결과, 평균 수명은 13년에서 20년 사이이며, 약 15년의 단일 값을 가지고 있다. 적어도 한 연구는 평균 수명 값이 14년이고 그에 상응하는 사분위간 범위가 9년에서 17년이라는 것을 발견했다. 고양이의 수명이 30년 이상이라는 주장이 있지만, 최대 수명은 22년에서 30년 사이로 추정된다. 2010년 기네스북에 따르면, 가장 나이가 많은 고양이는 2005년에 38세 3일 만에 죽은 크림 퍼프라고 한다. 암컷 고양이는 일반적으로 수컷 고양이보다 오래 사는 반면, 중성화된 고양이와 잡종 고양이는 일반적으로 일반적인 고양이보다 오래 산다. 고양이의 몸무게가 클수록 평균 기대수명이 낮아진다는 사실도 밝혀졌다.
노화에 대해 흔히 볼 수 있는 오해는 고양이가 매년 사람이 7년 안에 늙는 것과 동등한 나이를 먹는다는 것이다. 이는 "고양이 나이"에 고양이의 나이를 예측하는 더 정확한 방정식이 있을 뿐만 아니라 노화의 불일치 때문에 부정확하다. 수의사들이 고양이의 나이를 예측하기 위해 종종 사용하는 방정식은 {\displaystyle 4x+16}이다.
고양이 사망률에 대한 한 연구에서 가장 빈번한 원인은 외상(12.2%), 신장 장애(12.1%), 비특이적 질병(11.2%), 종양(10.8%), 집단 병변 장애(10.2%)였다.